# Francisco Lozano
Francisco Lozano Sanchis (Antella, 19 de septiembre de 1912 - Valencia, 29 de mayo de 2000) fue un pintor, profesor y académico español, singularmente destacado como acuarelista y paisajista.

## Biografía
Nacido en la localidad valenciana de Antella, desde joven se interesó por la pintura, una vocación que terminó por afianzarse. Con dieciséis años ingresó en la escuela superior de la Real Academia de Bellas Artes de San Carlos en Valencia. Cuatro años más tarde marchó becado al Colegio Mayor San Juan de Ribera a continuar su formación. Al curso siguiente, obtuvo otra beca que le permitió formarse y establecerse en la Residencia de Pintores de la Alhambra, ubicada en el entonces palacio de los Infantes, hoy parador de San Francisco. Será esta la formación que le permitirá, después de la Guerra Civil y, en especial, en la década de 1941 a 1951, comenzar a darse a conocer como pintor en los pocos círculos artísticos de la España de posguerra, sobre todo en Madrid, donde es bien acogido por Eugenio d'Ors que le abre las puertas a exponer en la Galería Estilo de la capital.
D'Ors es clave en la posibilidad de que Lozano pueda relacionarse con otros artistas e intelectuales, más o menos consolidados, de distinta naturaleza, condición y pensamiento; Luis Rosales, Dionisio Ridruejo, José Luis López Aranguren, Pedro Laín Entralgo y Juana Mordó infuirán en su obra y en la progresión de su trabajo. Proveniente del Mediterráneo que siempre fue el motivo central de su obra, marcado en sus inicios por el «sorollismo», no tanto por Joaquín Sorolla (al que en 1954 dedicó un homenaje en una exposición única en la sala Benimar de Valencia), sino por aquellos que, a su entender, se decantaron con «fulgencias y griteríos lumínicos», fue resueltamente crítico y trató de hacer una pintura de «un rigor cuaresmal», en la convicción de que era necesaria la «esencialización» de la obra ante la «inevitable furia del color» de la naturaleza a la que se enfrentaba. Sintetizar, ordenar, ser austero en la expresión pictórica: así alcanzó lo que se ha denominado "otro paisaje [del Mediterráneo]" y "otro sentido".
Será en 1952, al regresar de París donde permaneció un año becado por el gobierno francés, cuando su perfil como artista quedó plenamente definido al ganar el primer premio de la Exposición Nacional de Bellas Artes. Dos años antes, el Círculo de Bellas Artes de Madrid le había otorgado su reconocimiento, y se habían sucedido en Valencia, Alicante y el propio Madrid múltiples exposiciones. Con el premio nacional, acudió ese mismo año con éxito a la Bienal de Venecia. A partir de entonces, las estancias en la costa valenciana para trabajar deberá simultanearlas con su trabajo como catedrático de la Real Academia de San Carlos (1955-1977), sus exposiciones en toda España y, en especial, en Sudamérica, donde junto a Juan Bautista Porcar y Bronchú abrió el camino de la pintura valenciana de la segunda mitad  del siglo XX. También comenzó a exponer en la Europa mediterránea y Estados Unidos (Nueva York, San Luis, San Diego ...); y poco después en Alemania y Reino Unido. Su obra se encuentra en museos y colecciones públicas y privadas de todo el mundo.
Entre muchas otras instituciones, merece destacarse que fue socio de honor del Círculo de Bellas Artes (1952), académico de número de la Real Academia de Bellas Artes de San Fernando (1976),  de la Real de San Carlos y de la Real Academia de Cultura Valenciana (1991), además de miembro del Consejo Valenciano de Cultura (1986) y doctor honoris causa por la Universidad Politécnica de Valencia (1994). En 1993 se celebró en Valencia la exposición más completa de su obra bajo el título «Lozano. La invención de un Paisaje», organizada por el Instituto Valenciano de Arte Moderno (IVAM). A lo largo de su vida recibió múltiples distinciones y reconocimientos.